# 中微子退耦
中微子退耦在大爆炸宇宙学中指中微子不再与重子物质相互作用，发生退耦之后，也不再影响宇宙早期动力学 。在退耦之前，中微子与质子、中子、电子达到热平衡，中微子与这些粒子之间有弱相互作用。退耦大约发生在弱相互作用减弱的速率慢于宇宙膨胀的速率的时刻，或者发生在弱相互作用的时间尺度比当时的宇宙年龄更大的时刻。中微子退耦大约发生在大爆炸发生之后1秒，宇宙温度大约为100亿开尔文，即1兆电子伏特。

## 退耦温度
中微子与电子和正电子的相互作用抑制了中微子自由流，反应为
{\displaystyle e^{-}+e^{+}\longleftrightarrow \nu _{e}+{\bar {\nu }}_{e}}.
这一反应的速率近似由电子和正电子的数密度决定，即反应的截面和粒子速度的积的平均值。相对论性的电子和正电子的数密度{\displaystyle n}与温度{\displaystyle T}成3次方关系，即{\displaystyle n\propto T^{3}}。温度（能量）低于时 W/Z波色子质量（~100 GeV）时，弱相互作用的截面和速度的乘积近似为{\displaystyle \langle \sigma v\rangle \sim G_{F}^{2}T^{2}}，其中{\displaystyle G_{F}}为费米常数（按粒子物理里的标准做法，因子光速 {\displaystyle c}定位1）。整理以上两个关系，得弱相互作用减弱速率{\displaystyle \Gamma }为
{\displaystyle \Gamma =n\langle \sigma v\rangle \sim G_{F}^{2}T^{5}}.
宇宙膨胀速率由哈伯常数 {\displaystyle H}表示，
{\displaystyle H={\sqrt {{\frac {8\pi }{3}}G\rho }}},
其中，{\displaystyle G}为万有引力常数，{\displaystyle \rho }为宇宙的能量密度。此刻宇宙的能量密度主要由辐射能组成，即{\displaystyle \rho \propto T^{4}}。由以上两式可得，随着宇宙的冷却， 弱相互作用减弱速率比宇宙膨胀速率减小的更快。当两个速率大约相等时（不计数量级为1的项，包括等效简并度，即相互作用粒子的态的数目），可得中微子退耦时的近似温度满足
{\displaystyle G_{F}^{2}T^{5}\sim {\sqrt {GT^{4}}}}
即
{\displaystyle T\sim \left({\frac {\sqrt {G}}{G_{F}^{2}}}\right)^{1/3}\sim 1~{\textrm {MeV}}}
尽管这是一个非常粗糙的推导，但给出了中微子退耦的主要物理现象。

## 观测证据
尽管中微子退耦无法直接观测，但这一现象会遗留下宇宙中微子背景辐射，如同大爆炸会遗留下宇宙微波背景。探测中微子背景辐射远超出现有的中微子探测器的精度范围。有数据间接显示中微子背景辐射是存在的。证据之一是宇宙微波背景的角功率谱的衰减，这可能是中微子背景的各向异性造成的。
中微子退耦与质子与中子之比密切相关，这也提供一个非直接观测中微子退耦的可能方法。退耦之前，中子与质子的数目通过弱相互作用保持其平衡丰度之比，即通过β衰变
{\displaystyle n\leftrightarrow p+e^{-}+{\bar {\nu }}_{e}}
及其逆反应电子俘获
{\displaystyle p+e^{-}\leftrightarrow \nu _{e}+n}
一旦弱相互作用减弱的速率低于宇宙膨胀的特征速率，这一平衡将无法维持，中子与质子豐度比固定为
{\displaystyle \left[{\frac {n}{n+p}}\right]=0.21}.
此值可由退耦时刻中子和质子的玻尔兹曼因子算得，即由
{\displaystyle {\frac {n_{n}(T)}{n_{p}(T)}}=\exp \left({\frac {-\Delta m}{T}}\right)}
算得，其中{\displaystyle \Delta m}为中子和质子的质量差，{\displaystyle T}为退耦时的温度。这一比值对太初核合成期间原子的合成至关重要，因为这一比值是决定氦原子产量的决定性因素。宇宙中大部分氦原子在太初核合成期间形成。。因为氦原子非常稳定，中子被锁定其中，不再发生β衰变。因子中子的丰度一直保持到今天。天文学家可测得中子的丰度。氦的丰度是由中微子退耦时的中子与质子的数量比决定，因此可间接推知中微子退耦发生的温度，结果与以上推导相符。

## 脚注
1. ↑  Longair (2006), p. 290
2. ↑  Longair (2006), p. 291
3. 1 2  Bernstein (1989), p. 27.
4. ↑  Longair (2006), p. 302.
5. ↑  Trotta (2005), p. 1.
6. ↑  Longair (2006), p. 291–292.
7. ↑  Grupen (2005), p. 218.
8. ↑  Longair (2006), p. 293.